# Мульфінген
Мульфінген (нім. Mulfingen) — громада в Німеччині, знаходиться в землі Баден-Вюртемберг. Підпорядковується адміністративному округу Штутгарт. Входить до складу району Гоенлое.
Площа — 80,08 км2. Населення становить 3670 ос. (станом на 31 грудня 2020).